# Clausen (Luxemburg)
Clausen un dels 24 barris de la ciutat de Luxemburg. El 2014 tenia 935 habitants.
La seva església parroquial, St. Cunegonde, és el lloc a Luxemburg de la celebració dominical de la missa tridentina. L'estadista Robert Schuman va néixer a la casa paterna que en aquell moment tenien llogada al carrer Jules Wilhelm de Clausen. Més tard va assistir a l'escola primària local. L'any 1985, la casa va ser adquirida per l'Estat i ara és la seu d'un petit institut de recerca.